# Leo Villa
Leo Villa (de nombre completo Leopoldo Alfonso Villa) (30 de noviembre de 1899 – 18 de enero de 1979) fue un ingeniero mecánico británico de origen familiar italiano. Dedicó la mayor parte de su carrera al desarrollo de las naves diseñadas para batir récords de velocidad utilizadas por los pilotos Sir Malcolm Campbell y por su hijo Donald Campbell. 

## Primeros años
Leo Villa nació en Londres de padre italiano y madre escocesa. Artista dotado, era aficionado a realizar dibujos de automóviles. A través de su tío encontró ocupación como mecánico con el corredor italiano Giulio Foresti, propietario de franquicias de coches italianos para el Reino Unido. 
Entre 1915 y 1922, Villa y Foresti tuvieron la fortuna de librarse de incidentes serios tras una serie de graves accidentes en carreras automovilísticas. Sin embargo, durante las pruebas para el Gran Prix de Francia en Estrasburgo, en el que Foresti iba a conducir un coche francés Ballot, la suerte abandonó a Villa cuando resultó seriamente quemado tras la explosión de un generador. Después de un periodo de convalecencia en Inglaterra, se encontró con que Foresti había contratado a otro mecánico en su ausencia.

## Récords de velocidad
No mucho tiempo después Villa recibió una oferta que encauzaría su carrera para el resto de su vida. El entonces Capitán Malcolm Campbell, propietario de los derechos para Inglaterra de la marca francesa de coches Ballot, había corrido con uno de estos coches en Brooklands y consideraba comprar un modelo nuevo para una prueba del Gran Prix. Foresti y Villa le llevaron uno de los coches utilizados por la estrella francesa Jules Goux. Campbell quedó tan impresionado con la forma de ser y con la capacidad de Villa, que le ofreció un trabajo. Villa se convirtió así en empleado de Campbell, pasando a ser un personaje clave en la consecución de sus trece récords mundiales de velocidad (nueve terrestres y cuatro náuticos).
Tras la muerte de Sir Malcolm en las navidades de 1948, Villa pasó a trabajar con Donald Campbell, hijo de su anterior patrón. El joven Campbell había oído que los americanos planeaban batir el récord mundial de velocidad sobre el agua de su padre, lo que le impulsó a lanzarse a la consecución de nuevas plusmarcas, guiado también por la pasión de mantener el récord en manos de Gran Bretaña. El más experto y sensato Villa no se opuso a la idea, pero le advirtió de que la ruptura del récord no iba a ser tan fácil como pensaba, volviendo a ser de nuevo mecánico en jefe de los intentos de récord. La relación después de tantos años era casi familiar, hasta el punto de que Donald se refería a él como "Unc" (tío). 
Después de unos inicios difíciles con el antiguo hidroplano de Sir Malcolm, el Blue Bird K4, se replanteó por completo el proyecto. Finalmente, en 1955 Campbell conseguiría su primer récord mundial náutico de velocidad en Ullswater, con un hidroplano propulsado por un reactor denominado Bluebird K7.
Campbell demostró ser tan experto como su padre en la consecución de récords mundiales (nada menos que siete sobre el agua y uno en tierra), en los que Villa siempre fue una pieza clave. Formaron una sociedad exitosa que solo se rompió con la muerte de Campbell en 1967, cuando intentaba conseguir su octavo registro mundial de velocidad sobre las aguas de Coniston Water.

## Últimos años
Después de la muerte de Campbell, Villa se retiró a su casa de Reigate en Surrey con su mujer Joan, donde se dedicaba a la jardinería. Recibió la Orden del Imperio Británico en junio de 1976 por sus logros de velocidad sobre el agua, y se le concedió el premio denominado Carta de Libertad de la Ciudad de Londres. Escribió tres libros sobre su carrera, dos de ellos en colaboración con Kevin Desmond. Villa murió en enero de 1979 de cáncer de pulmón, ocho meses después de la muerte de su mujer Joan.

## Publicaciones
- Leo Villa (1969). Leo Villa (1969). The Record Breakers, Sir Malcolm & Donald Campbell, Land and Water-speed kings of the 20th Century. Hamlyn.
- Leo Villa y Kevin Desmond (1976). Leo Villa and Kevin Desmond (1976). The World Water Speed Record.
- Leo Villa y Kevin Desmond (1979). Leo Villa and Kevin Desmond (1979). Life with the Speed King. London: Marshall Harris & Baldwin. ISBN 0-906116-06-6.
- David de Lara, Kevin Desmond y Leo Villa (2007). David de Lara, Kevin Desmond and Leo Villa (2007). Leo Villa's 3D album of the Bluebirds. London: Transport Bookman Publications. ISBN 0-85184-071-X. Fotografías estereoscópicas tomadas por Leo Villa con una cámara facilitada por Donald Campbell.